# Луций Элий Пет
Луций Элий Пет (лат. Lucius Aelius Petus; IV—III века до н. э.) — римский политический деятель из плебейского рода Элиев, плебейский эдил 296 года до н. э. Вместе со своим коллегой Гаем Фульвием Курвом он устроил игры и посвятил в храм Цереры золотые чаши на деньги, полученные в качестве штрафов со скотовладельцев.